# Satyrus baltorensis
Satyrus baltorensis är en fjärilsart som beskrevs av Andrej Nikolajewitsch Avinoff och Sweadner 1951. Satyrus baltorensis ingår i släktet Satyrus och familjen praktfjärilar. Inga underarter finns listade.